# Jack Parry
Brynley John ("Jack") Parry (Pontardawe, 11 januari 1924 – 20 januari 2010) was een Welsh voetballer, die speelde als doelman.
Parry speelde bijna honderd wedstrijden voor Swansea City AFC en 138 voor Ipswich Town FC tussen 1951 en 1955. Hij speelde één interland voor Wales: op 21 oktober 1950 in de thuiswedstrijd tegen Schotland (1-3).